# Mateusz Mróz
Mateusz Mróz (Gostyń, 9 januari 1980) is een Pools voormalig wielrenner.

## Belangrijkste overwinningen
2007
- Grand Prix de la ville de Nogent-sur-Oise
- Beker van de Subkarpaten

2008
- Lubelski Wyscig 3-Majowy
- 1e etappe Szlakiem Grodòw Piastowskich
- 7e etappe Koers van de Olympische Solidariteit

2009
- 7e etappe Bałtyk-Karkonosze-Tour